# Cabinet Altmeier I
Le cabinet Altmeier I était le gouvernement en fonction dans le Land de Rhénanie-Palatinat (Allemagne) du 9 juillet 1947 au 12 juin 1951.

## Composition
| Poste                                                                                            | Ministre                                                                                             | Parti       |
| ------------------------------------------------------------------------------------------------ | --- | ----------- |
| Ministre-président                                                                               | Peter Altmeier                                                                                       | CDU         |
| Intérieur                                                                                        | Jakob Steffan jusqu'au 20 octobre 1949 Peter Altmeier                                                | SPD CDU     |
| Justice, Éducation et Culture jusqu'au 13 décembre 1949 Justice, Enseignement et Culture         | Adolf Süsterhenn                                                                                     | CDU         |
| Économie et Transports jusqu'au 13 décembre 1949 Économie                                        | Fritz Neumayer jusqu'au 9 avril 1948 Peter Altmeier                                                  | LDP CDU     |
| Finances jusqu'au 9 avril 1948 Finances et reconstruction                                        | Hans Hoffmann Oskar Stübinger à partir du 20 octobre 1949 Hans Hoffmann à partir du 14 décembre 1949 | SPD CDU SPD |
| Travail                                                                                          | Wilhelm Bökenkrüger jusqu'au 20 octobre 1949                                                         | SPD         |
| Santé et aides sociales jusqu'au 20 octobre 1949 Santé, aides sociales et Travail                | Hans Junglas jusqu'au 14 décembre 1949                                                               | CDU         |
| Social à partir du 14 décembre 1949                                                              | Jakob Steffan jusqu'au 14 septembre 1950 Wilhelm Odenthal                                            | SPD         |
| Reconstruction                                                                                   | Willy Feller jusqu'au 9 avril 1948                                                                   | KPD         |
| Agriculture, alimentation et forêts jusqu'au 14 décembre 1949 Agriculture, viticulture et forêts | Oskar Stübinger                                                                                      | CDU         |